# Wereldkampioenschappen wielrennen 2024 – Wegwedstrijd mannen junioren
De wegwedstrijd voor mannen junioren op de wereldkampioenschappen wielrennen 2024 werd gehouden op 26 september. De 159 deelnemers startten in Uster en finishten 127,2 kilometer (inclusief vier plaatselijke rondes) later in Zürich. De Italiaan Lorenzo Finn won na een solo van meer dan twintig kilometer. Twee minuten later kwam de Brit Sebastian Grindley als tweede over de streep, weer een minuut later gevolgd door de Nederlander Senna Remijn. De titelverdediger Albert Philipsen kwam op zo'n 25 kilometer van de finish ten val en reed de wedstrijd niet uit.

## Uitslag
| Plaats | Naam                  | Tijd     |
| ------ | --------------------- | -------- |
| Goud   | Lorenzo Finn          | 2u57'05" |
| Zilver | Sebastian Grindley    | + 2'05"  |
| Brons  | Senna Remijn          | + 3'06"  |
| 4      | Paul Fietzke          | z.t.     |
| 5      | Ashlin Barry          | z.t.     |
| 6      | Héctor Álvarez        | + 3'44"  |
| 7      | Paul Seixas           | + 4'11"  |
| 8      | Jurgen Zomermaand     | z.t.     |
| 9      | Theodor Clemmensen    | + 6'45"  |
| 10     | Håkon Øksnes          | + 7'04"  |
| 11     | Édouard Claisse       | z.t.     |
| 12     | Peyton Burckel        | z.t.     |
| 13     | Baptiste Grégoire     | z.t.     |
| 14     | Adrià Pericas         | z.t.     |
| 15     | Patryk Goszczurny     | + 7'06"  |
| 16     | Matisse Van Kerckhove | z.t.     |
| 17     | Nicolas Halter        | + 7'33"  |
| 18     | Aubin Sparfel         | + 7'34"  |
| 19     | Marius Dahl           | + 8'11"  |
| 20     | Henrik Johnsen        | z.t.     |